# BUKO Pharma-Kampagne
BUKO Pharma-Kampagne to niezależna organizacja z siedzibą w Bielefeld, Niemcy – monitorująca praktyki marketingowe niemieckich firm farmaceutycznych.
Organizacja osiągnęła szerszy rozgłos gdy została wspomniana w bestsellerze Johna Le Carre'a – „Wierny ogrodnik”. W książce BUKO zastąpiona jest fikcyjną organizacją Hippo – także z siedzibą w Bielefeld. BUKO zostaje ujawniona w posłowiu autora.
BUKO jest częściowo finansowana przez Unię Europejską, jednak większość datków pochodzi od osób prywatnych.